# أمريكيون أفارقة
الأفارقة الأمريكيون هم مجموعة عرقية من أصول إفريقية (يشار إليهم بالأميركيين السود أو الأفارقة الأميركيين، وفي السابق الأمريكييون الزنوج) تعيش في القارتين الأمريكيتين، ويستخدم المصطلح بشكل خاص للإشارة إلى أولئك الذين هم من أصول إفريقية ويعيشون في أمريكا الشمالية، ويعود أصل معظم هؤلاء إلى سكان أفارقة تم استعبادهم واستجلابهم من إفريقيا إلى الأمريكيتين من قبل تجار العبيد والنخاسة البيض خلال النصف الثاني من السنوات الألف الماضية وذلك للعمل بالسخرة في النشاطات الزراعية والصناعية التي كان البيض يسيرونها في ما سُمّي العالم الجديد، على الرغم من أن بعضهم ينحدرون من مهاجرين، من إفريقيا والبحر الكاريبي وأمريكا الوسطى أو أمريكا الجنوبية.
يمتد التاريخ الأفرو أمريكي منذ القرن السابع عشر مع ظهور المستعمرات الأمريكية واقتران العبودية بها ويمتد إلى وقتنا الحاضر مع انتخاب الرئيس الأمريكي ال 44 ذو الأصل الإفريقي، وخلال هذه الفترة الممتدة كان هنالك أحداث وقضايا واجهها الأمريكيون الأفارقة: الرق، وإعادة الإعمار والتنمية في المجتمع الإفريقي للولايات المتحدة، والمشاركة في كبرى الصراعات العسكرية للولايات المتحدة، العزل العنصري، وحركة الحقوق المدنية.
الأميركيون السود يشكلون أكبر الأقليات العرقية في الولايات المتحدة ويشكلون أكبر مجموعة عرقية في المرتبة الثانية بعد البيض ذوي الأصول الأوروبية في الولايات المتحدة.

## عصر العبودية
سجل وصول أول الأفارقة إلى أمريكيا الشمالية البريطانية في عام 1619 حيث استقروا في جيمس تاون بولاية فرجينيا. كلما مات مستوطنين بيض من قسوة الظروف كان يتم جلب عبيد أكثر وأكثر. بقي الوضع القانوني للعبيد مشابه لوضع البيض الفقراء الذين وجدوا في أمريكا ممر للعمل والكسب.
كان بإمكان العبيد شراء حريتهم من خلال العمل في المحاصيل. كما كان بإمكانهم إنشاء الأسر والزواج من الزنوج الآخرين أو الهنود أو المستعمرين البيض. في حوالي 1640 و 1650 كان هنالك العديد من المزارع التي يملكها أسر من الزنوج والتي كانت في مقاييس تلك الفترة تعتبر أسر غنية.
لم يكتمل المفهوم الشعبي لنظام الرق القائم على العرق إلا في عام 1700 حيث أنشأت كنائس وأبرشيات للسود في المدن الشمالية والجنوبية قبل عام 1800. في عام 1775 وصلت النسبة المئوية لتعداد الأفارقة في المستعمرات إلى 20 في المئة مما جعلهم أكبر ثاني مجموعة عرقية بعد الإنجليز.
في عام 1770 ساعد الأفارقة الأحرار والمحررين على حصول المستعمرات على إستقلالها عن البريطانيين خلال الثورة الأمريكية. الأفارقة والأمريكيين حاربوا جنبا إلى جنب وكانوا في غاية التكامل. جيمس آرمستيد لعب دورا مهما في انتصار يوركتاون في عام 1781 الذي أنشأ الولايات المتحدة كدولة مستقلة. برينس يبل وأوليفر كرومويل كان لهما دور مهم حيث يظهران مع جورج واشنطن في الرسم الذي يحمل الاسم (1776 عبور ديلاوير).
قبل عام 1860 كان هناك 3.5 مليون الأميركيين الأفارقة المستعبدين في الولايات المتحدة نتيجة لتجارة الرقيق عبر الأطلسي، كان الأميركيين الأفارقة الذين يعيشون أحرار في جميع أنحاء البلاد يصل تعدادهم إلى 500000. وفي عام 1863 وخلال الحرب الأهلية الأمريكية أعلن الرئيس أبراهام لينكولن توقيع إعلان تحرير العبيد. وأعلن أن جميع العبيد في الولايات التي انفصلت عن الاتحاد كانوا أحرار. ولاية تكساس هي الولاية الأخيرة التي تتحرر فيها العبيد عام 1865.
| السنة | العدد الكلي | نسبتهم من السكان | عدد العبيد | نسبة المستعبدين |
| ----- | ----------- | ---------------- | ---------- | --------------- |
| 1790  | 757,208     | 19.3% (الأعلى)   | 697,681    | 92%             |
| 1800  | 1,002,037   | 18.9%            | 893,602    | 89%             |
| 1810  | 1,377,808   | 19.0%            | 1,191,362  | 86%             |
| 1820  | 1,771,656   | 18.4%            | 1,538,022  | 87%             |
| 1830  | 2,328,642   | 18.1%            | 2,009,043  | 86%             |
| 1840  | 2,873,648   | 16.8%            | 2,487,355  | 87%             |
| 1850  | 3,638,808   | 15.7%            | 3,204,287  | 88%             |
| 1860  | 4,441,830   | 14.1%            | 3,953,731  | 89%             |
| 1870  | 4,880,009   | 12.7%            | –          | –               |
| 1880  | 6,580,793   | 13.1%            | –          | –               |
| 1890  | 7,488,788   | 11.9%            | –          | –               |
| 1900  | 8,833,994   | 11.6%            | –          | –               |
| 1910  | 9,827,763   | 10.7%            | –          | –               |
| 1920  | 10.5 مليون  | 9.9%             | –          | –               |
| 1930  | 11.9 مليون  | 9.7% (الأدنى)    | –          | –               |
| 1940  | 12.9 مليون  | 9.8%             | –          | –               |
| 1950  | 15.0 مليون  | 10.0%            | –          | –               |
| 1960  | 18.9 مليون  | 10.5%            | –          | –               |
| 1970  | 22.6 مليون  | 11.1%            | –          | –               |
| 1980  | 26.5 مليون  | 11.7%            | –          | –               |
| 1990  | 30.0 مليون  | 12.1%            | –          | –               |
| 2000  | 34.6 مليون  | 12.3%            | –          | –               |
| 2010  | 38.9 مليون  | 12.6%            | –          | –               |

## عصر الإعمار في الولايات المتحدة وقوانين جيم كرو
الأمريكيين من أصل إفريقي سارعوا لتشكيل تجمعات لأنفسهم، فضلا عن المدارس والمجتمعات المحلية والجمعيات المدنية بحيث يكونوا بعيدين عن سيطرة البيض أو الرقابة. بينما كانت عملية إعادة الإعمار في الولايات المتحدة فترة للتنمية بالنسبة للأفارقة اعتمدت الولايات الجنوبية في عام 1890 قوانين جيم كرو للحرمان والفصل العنصري للأفارقة. معظم الأفارقة امتثلوا لهذه القوانين حتى لا يقعوا ضحية العنف العرقي. للحفاظ على الثقة بالنفس والكرامة تابع أميركيين أفارقة أمثال أفرتون أنتوني وماري ماكليود بيتون بناء المدارس الخاصة والكنائس والبنوك والنوادي الاجتماعية، والأعمال التجارية الأخرى.
شملت هذه الأفعال الفصل العنصري الذي أيد بقرار المحكمة العليا للولايات المتحدة في قضية بليسي ضد فيرغسون في عام 1896 الذي كلف من قبل الولايات الجنوبية من الناحية القانونية على الصعيد الوطني أم على المستوى المحلي للحكومة فكان الحرمان في ولايات الجنوب من التصويت والحرمان من الفرص الاقتصادية والموارد على الصعيد الوطني، وكان هنالك أعمال العنف والعنف العنصري الشامل الذي استهدف الأميركيين الأفارقة.

## الهجرة العظيمة وحركة الحقوق المدنية
النزوح العظيم من ولايات الجنوب للأفارقة الأمريكيين وظهور النخبة المثقفة السوداء في الولايات الشمالية أدى إلى ظهور حركات لمقاومة العنف والتمييز تجاه الافارقة الأمريكيين، مثل حركة الالغائية التحرر من العبودية.
كرست حركة الحقوق المدنية جهودها ما بين عامي 1954 و 1968 إلى إلغاء التمييز العنصري ضد الأفارقة الأميركيين، لا سيما في جنوب الولايات المتحدة. المسيرة التي نظمت في واشنطن للمطالبة بالوظائف والحرية كانت للضغط على الرئيس جون كينيدي وثم ليندون جونسون.
وضع جونسون دعمه وراء صدور قانون الحقوق المدنية لعام 1964 الذي حظر التمييز في الأماكن العامة، العمل، والنقابات العمالية، وقانون حق التصويت (1965)، كما وسع الصلاحيات الفدرالية في الولايات الأمريكية لضمان حماية المقترعين الأمريكيين السود. وبحلول عام 1966 ظهرت حركة القوة السوداء والتي استمرت 1966-1975، وسعت إلى أهداف حركة الحقوق المدنية لتشمل السياسية والاقتصادية والاكتفاء الذاتي، والتحرر من سلطة البيض.

## 2008 إنتخاب باراك أوباما
يوم 4 نوفمبر 2008 الديمقراطي والسيناتور باراك أوباما هزم الجمهوري السناتور جون ماكين ليصبح أول أميركي إفريقي ينتخب رئيسا للولايات المتحدة. صوت له ما لايقل عن 95 في المئة من الناخبين الأميركيين من أصول إفريقية، كما تلقى دعما هائلا من المتعلمين والشباب البيض، والغالبية العظمى من الآسيويين والأميركيين من أصل لاتينية، والهنود كما دخلت العديد من الولايات في قائمة الولايات المؤيدة للحزب الديمقراطي. أوباما خسر تصويت البيض بشكل عام ولكنه حصل على أكبر نسبة من الأصوات البيضاء أكثر من أي مرشح ديمقراطي للرئاسة منذ جيمي كارتر. وفي العام التالي انتخب مايكل ستيل كأول رئيس أسود للحزب الجمهوري الوطني.

### التركيبة السكانية
في عام 1790 جرى أول تعداد للسكان في الولايات المتحدة كان الأفارقة (بما في ذلك العبيد والأحرار) بلغ عددهم حوالي 760000، أي حوالي 19.3٪ من السكان. في عام 1860 في بداية الحرب الأهلية الأميركية كان تعداد الأمريكيين الأفارقة قد ارتفع إلى 4.4 مليون، ولكن معدل النسبة انخفضت إلى 14٪ من إجمالي عدد السكان في البلاد. وكانت الأغلبية الساحقة من العبيد، مع 488000 فقط تعداد «الأحرار». بحلول عام 1900 كان تعداد السكان السود تضاعف وبلغ 8.8 مليون.
في عام 1910 90٪ من الأفارقة الأميركيين عاشوا في الجنوب، ولكن وبأعداد كبيرة بدأت الهجرة إلى الشمال للبحث عن فرص عمل أفضل وظروف معيشة أفضل، وهربا من قوانين جيم كرو والعنف العنصري. امتدت الهجرة الكبرى منذ عام 1916 وخلال فترة 1960 وفترة 1890 أكثر من 6 ملايين من السود تحرك شمالا ولكن في فترة 1970 وفترة 1980 عكس اتجاه الهجرة مع الأمريكيين من أصل إفريقي باتجاه المناطق الجنوبية.
وبحلول عام 1990 بلغ تعداد الأمريكيون السود نحو 30 مليون نسمة، وتمثل هذه النسبة 12٪ من سكان الولايات المتحدة، تقريبا نفس النسبة في عام 1900. وفي التركيبة السكانية الحالية، وفقا 2005 بلغ تعدادهم في الولايات المتحدة 39900000 بنسبة 13.8٪ من مجموع السكان. كتاب حقائق العالم يعطي لعام 2006 نسبة 12.9٪. يعتقد أنه كان يتعمد التقليل من تعداد السكان السود من أجل الحد من وجود قاعدة للسلطة السياسية لهم.
في عام 2000 كان 54.8٪ من الأميركيين الأفارقة يعيشون في الجنوب. في تلك السنة كان 17.6% يعيشون في شمال شرق و 18.7٪ في الوسط الغربي في حين أن 8.9٪ فقط يعيشون في غرب الولايات المتحدة. في الغرب لديهم عدد سكان ضخم من السود في بعض المناطق. في ولاية كاليفورنيا خامس أكبر تعداد للسكان الأمريكيين من أصل إفريقي وتأتي بعد نيويورك وتكساس وجورجيا وفلوريدا. ووفقا لتعداد عام 2000 ما يقرب من 2.05٪ من الأميركيين الأفارقة كانوا من أصل أسباني أو لاتيني، وكثير منهم قد يكون من البرازيل، بورتوريكو، الدومينيكان، كوبا، هايتي، أو غيرها من دول أمريكا اللاتينية.

## مدن الولايات المتحدة
٪58 من الأفارقة الأميركيين تقريبا يعيشون في المناطق الحضرية. في عام 2000 أكثر من مليوني من سكان نيويورك كانوا من السود، في مدينة نيويورك كان أكبر كتلة من السود في منطقة حضرية في الولايات المتحدة، عموما مدينة نيويورك لديها 28٪ من السكان سود. شيكاغو تحتوي على ثاني أكبر عدد من السكان السود، مع ما يقرب من 1.6 مليون من الأميركيين الأفارقة في منطقتها الحضرية، التي تمثل نحو 18 في المئة من مجموع سكان العاصمة.
بين المدن ذات تعداد 100,000 أو أكثر مدينة غاري بولاية إنديانا وكانت أعلى نسبة من السكان السود 84% في تلك المدينة وذلك في عام 2000 (على الرغم من أنه ينبغي أن يلاحظ أن تقديرات تعداد 2006 تضع سكان المدينة دون 100,000). يتبع غاري مدينة ديترويت بولاية ميشيغان حيث 82٪ من الأمريكيين من أصل إفريقي. المدن الكبيرة الأخرى التي تشمل غالبية أميركيين من أصول إفريقية هي نيو أورليانز بولاية لويزيانا (67٪)، بالتيمور، ميريلاند (64٪) أتلانتا، جورجيا (61٪)، ممفيس، تينيسي (61٪)، واشنطن العاصمة (60٪).
المجموعة الأكثر ثراء ذات غالبية إفريقية هي مقاطعة برينس جورج بولاية ماريلاند، مع متوسط دخل من 62467 $. داخل تلك المقاطعة، من بين أغنى المجتمعات غلين ديل بولاية ماريلاند، وفورت واشنطن، ولاية ماريلاند. في غيرها من المقاطعات الغنية ذات الغالبية الإفريقية مقاطعة ديكالب في جورجيا، ومقاطعة تشارلز سيتي في ولاية فرجينيا. مقاطعة كوينز، نيويورك هي المحافظة الوحيدة التي يبلغ عدد سكانها 65,000 أو أكثر حيث الأميركيين الأفارقة يحصلون على من متوسط دخل للأسرة أكبر من الأميركيين المنحدرين من أصول أوروبية.

### الدين
غالبية الأميركيين الأفارقة بروتستانت من بينهم العديد تاريخيا من أتباع كنائس السود.كنائس السود أو التجمعات السوداء تشير إلى الكنائس التي زارها الأمريكيين من أصل إفريقي في الغالب. أنشأت أول التجمعات السوداء من قبل العبيد المحررين في نهاية القرن 17، وبعد ذلك عندما ألغي الرق سمح للاميركيون من أصول إفريقية إنشاء نموذج فريد من المسيحية التي تأثرت ثقافيا بالتقاليد الروحية الإفريقية.
ووفقا لمسح عام 2007، أكثر من نصف الافارقة الأمريكيين ينتمون للكنائس السوداء تاريخيا كما أن غالبيتهم من المعمدانيون، مع أعداد كبيرة من المنهاجية وعدد قليل من الخمسينية، بينما خمسهم ينتمي للكنيسة الإنجيلية أو البروتستانتية التقليدية. 12 مليون من المعمدانيين الأميركيين من أصول إفريقية يتوزعون على أربع فئات منها المؤتمر المعمداني الوطني والمؤتمر الوطني المعمدانية الأمريكي.
هنالك 6 ملايين من الميثوديون وأكبر قطاعاتهم هي الكنيسة الأسقفية الميثودية الإفريقية والكنيسة الأسقفية الميثودية الإفريقية صهيون. العنصرة هي جزء أساسي من كنيسة الله في المسيح.حوالي 16% من المسيحيين الأميركيين من أصول إفريقية هي أعضاء في الكنيسة البروتستانتية البيضاء، هذه الطوائف (والتي تشمل كنيسة المسيح المتحدة) يشكل السود الأمريكيون من 2-3% في عضويتها. عدد الرومان الكاثوليك هو من 2,3 إلى 3 مليون. ويمثل السود 22% من مجموع شهود يهوه.
تاريخيا بين 15-30% من الأفارقة المستعبدين الذين تم إستقدامهم إلى الأمريكيتين كانوا مسلمين، ولكن هؤلاء الأفارقة تم تحويل معظمهم إلى المسيحية في عهد الرق الأميركي. ولكن خلال القرن 20 العديد من الأميركيين الأفارقة اعتنقوا الإسلام، وبصورة رئيسية من خلال تأثير المجموعات القومية السوداء التي بشرت للممارسات الإسلامية المميزة، وهذه تشمل المعبد المغربي العلمي الأمريكي، وكان أكبر هذه التجمعات أمة الإسلام، التي تأسست خلال 1930 والتي اجتذبت ما لا يقل عن 25000 نسمة (عام 1968) وضمت أعضاء ناشطين برز منهم مالكولم إكس والملاكم محمد علي.
ويعتبر مالكوم إكس أول شخص بدأ التنقل بين الأميركيين الأفارقة من أجل نشر الإسلام السني بعد خروجه من أمة الإسلام وجعل الحج إلى مكة المكرمة.وفي عام 1975، وريث الدين محمد ابن اليجا محمد مؤسس أمة الإسلام الذي تولى السيطرة على الأمة بعد وفاة والده قاد معظم أعضاء أمة الإسلام إلى الإسلام السني. ومع ذلك رفض بعض الأعضاء هذه التغييرات بما في ذلك لويس فرخان، الذي أحيا أمة الإسلام في عام 1978 على أساس تعاليمها الأصلية.
اليوم غالبية المسلمين الأميركيين الأفارقة من المسلمين السنة. تشير التقديرات إلى أن هناك نحو مليوني من المسلمين الأميركيين السود وهم يمثلون حوالي 30% من مجموع السكان المسلمين في الولايات المتحدة. تشير التقديرات إلى أن أمة الإسلام ما بين 10,000 و 50,000 عضو. يعود السبب في تزايد أعداد السود المسلمين إلى تزايد المهاجرين المسلمين الأفارقة.
وهناك عدد قليل نسبيا من اليهود الأميركيين من أصول إفريقية التقديرات تتراوح عددها من 20,000 إلى 200,000 ومعظم هؤلاء اليهود هم جزء من المجموعات الرئيسية مثل الإصلاح، المحافظ، أو الأرثوذكس فروع اليهودية، على الرغم من أن هناك قدر كبير من عدد الأشخاص الذين يشكلون جزء من التيار الرئيسي للجماعات اليهودية غير الرسمية، إلى حد كبير هنالك جماعة بنو إسرائيل اليهودية السوداء والتي تشمل معتقداتها الإدعاء بأن السود ينحدرون من بني إسرائيل بناء على الكتاب المقدس.

### القضايا المعاصرة
تحسن وضع الأميركيين الأفارقة الاجتماعي والاقتصادي كثيرا منذ حركة الحقوق المدنية والعقود الأخيرة شهدت توسع كبير في الطبقة الوسطى الأميركية الإفريقية في جميع أنحاء الولايات المتحدة.وقد تحصل الكثير منهم على التعليم العالي وفرص العمل، بالإضافة إلى التمثيل في أعلى المستويات في الحكومة الأميركية من قبل الأميركيين الأفارقة في عصر ما بعد الحقوق المدنية.
ومع ذلك وبسبب يعود جزئيا إلى تركة العبودية والعنصرية والتمييز، الأميركيين الأفارقة كمجموعة لا يزال هنالك تباين في المستوى التعليمي والاقتصادي والاجتماعي والحرمان في العديد من المجالات المتعلقة بالأميركيين ذوي الأصول الأوروبية. باستمرار المشاكل الاجتماعية، والقضايا السياسية والاقتصادية للعديد من الأميركيين الأفارقة تشمل عدم كفاية الحصول على الرعاية الصحية والتأمين والعنصرية المؤسسية والتمييز في مجالات الإسكان والتعليم والشرطة والعدالة الجنائية والعمالة مما يؤدي إلى انتشار الجريمة والفقر وتعاطي المخدرات بين مجتمعات السود أكثر من البيض.
واحدة من القضايا الأكثر خطورة داخل المجتمعات الإفريقية الأمريكية هو الفقر. الفقر في حد ذاته عبارة عن مشكلة ذات صلة أكيدة بالمشاكل الصحية، وتدني التحصيل العلمي، والعجز في الأداء النفسي، والجريمة. في عام 2004، 24.7 ٪ من الأسر الأميركية الإفريقية يعيشون تحت مستوى الفقر. في عام 2007 كان متوسط دخل الإفريقي الأميركي 33,916 $ بالمقارنة مع 54,920 $ للبيض.

## السياسة والقضايا الاجتماعية
الأمريكيين من أصل إفريقي أكثر انخراطا في العملية السياسية الأمريكية من الجماعات والأقليات الأخرى في الولايات المتحدة بناء على مستوى تسجيل الناخبين والمشاركة في الانتخابات من بين هذه المجموعات في عام 2004. كما سجل الأمريكيين من أصل إفريقي تحقيق مستويات أعلى من التعليم من مستوى المهاجرين إلى الولايات المتحدة. للأميركيين الأفارقة أيضا أعلى مستوى من التمثيل في الكونغرس من أي أقلية في الولايات المتحدة.
الأميركيون الأفارقة يميلون إلى التصويت بأغلبية ساحقة لصالح الديمقراطيين في الانتخابات الأميركية. معظم الأمريكيين من أصل إفريقي المحافظ يميلون للتصويت للديمقراطيين في الانتخابات الرئاسية 2004، الديمقراطي جون كيري حصل على 88٪ من الأصوات الإفريقية الأميركية مقابل 11٪ للجمهوري جورج بوش. بالرغم من وجود لوبي إفريقي إلا أنه لم يكن له التأثير على السياسات الخارجية كالذي كان للمنظمات الإفريقية الأميركية في السياسة الداخلية.
تاريخيا كان الأميركيون الأفارقة من مؤيدي الحزب الجمهوري لإن الرئيس الجمهوري إبراهام لينكولن ساهم في منح حرية للعبيد الأمريكيين. بعد ذلك اتجه التصويت لصالح الديمقراطيين ويمكن إرجاع ذلك إلى فترة 1930 خلال الكساد. بعد ذلك تحول التصويت لصالح الديمقراطيين وذلك في عهد جون كينيدي ويندون جونسون حيث تم إقرار قانون الحقوق المدنية خلال فترة 1960.
بعد أكثر من 50 عاما انخفضت معدلات الزواج لجميع الأميركيين في الانخفاض في حين أن معدلات الطلاق والزواج بدون ولادات ارتفعت. وهذه التغيرات كانت أكبر بين الأميركيين الأفارقة. بعد أكثر من 70 عاما من انخفضت معدلات الزواج للسود أكثر من البيض. كما أن الأسر الأميركية الإفريقية اتجهت لـ «القيم الأميركية التقليدية» حول الأسرة والزواج.
في حين أن 52 ٪ من الديمقراطيين يؤيدون زواج المثليين تجد أن 30٪ من الديمقراطيين السود يؤيدون القيام به. في عام 2008 وعلى الرغم من أن الديمقراطيين صوتوا بأغلبية ساحقة (64٪) ضد اقتراح الاقتراع في ولاية كاليفورنيا لحظر زواج مثلي الجنس تجد أن السود وافقوا بأغلبية ساحقة (70٪ لصالح) التصويت على الحظر وذلك أكثر من أي مجموعة عرقية أخرى.
كما يعد السود أكثر تحفظا بكثير في الآراء بشأن الإجهاض، الجنس خارج نطاق الزواج، وتربية الأطفال خارج إطار الزواج من الديمقراطيين ككل. وفيما يتعلق بالقضايا المالية يسير الأميركيين الأفارقة كثيرا في خط مع الديمقراطيين، ودعموا الضريبة التصاعدية كهيكل لتوفير المزيد من الخدمات والحد من الظلم وفضلا عن مزيد من الإنفاق الحكومي على الخدمات الاجتماعية.

## وسائل الإعلام والتغطية
تغطية وسائل الاعلام للبيئة الإفريقية الأمريكية غير كافية ومقلقة وهنالك بعض الأكاديميين الذين يدعون أن هنالك تشويه لصورة الإفريقي الأمريكي في وسائل الإعلام الأمريكية. ولمكافحة هذا تم إنشاء شبكة تلفزيون لتغطية أحول السود في الولايات المتحدة وهي تلفزيون الترفية الأسود على يد روبرت جونسون لام وهي عبارة عن شبكة تستهدف الأميركيين الأفارقة الشباب والجماهير في المناطق الحضرية في الولايات المتحدة.
معظم البرامج على هذه الشبكة تتكون من موسيقى الراب وعن الموسيقى والأفلام الموجهة نحو المناطق الحضرية وسلسلة. بالإضافة إلى المسلسلات التلفزيونية والبرامج الأصلية، وبعض الشؤون العامة. صباح يوم الأحد يتم بث تشكيلة من البرامج المسيحية من إنتاج الشبكة وبرامج مسيحية أخرى خلال ساعات الصباح الباكر يوميا. الرهان الآن على الشبكة العالمية التي تصل إلى 85 مليون مشاهد في منطقة البحر الكاريبي وكندا والمملكة المتحدة.
بالإضافة إلى ذلك هنالك تلفزيون الكابل الذي يختص بموسيقى الجاز وخاصة أن معظم موسيقيي الجاز المختصون هم من السود. منذ توسيع نطاق البث شملت البرامج بعض موسيقى الروح الجديدة وبديل الهيب هوب وأيضا آر آند بي كما تم تخفيض ساعات الجاز على الشبكة.
تي في ون عبارة عن تلفزيون إفريقي آخر ينافس تلفزيون الترفيه الأسود. ويستهدف البالغين الأمريكيين من أصل إفريقي مع طائفة واسعة من البرامج. يقوم بعرض نمط الحياة الأصلي ويهم بالموسيقى والأفلام والأزياء بالإضافة إلى مجموعة من المسلسلات الكلاسيكية مثل 227، جود تايمز، مارتن، بوسطن بابلك و(حان وقت العرض في أبولو). الشبكة مملوكة لراديو ون والتي أسستها كاثرين هيوز، وهي واحدة من أكبر شبكات البث الاذاعي في الولايات المتحدة، بالإضافة إلى أنها أكبر شبكة بث إذاعي أمريكي إفريقي في الولايات المتحدة.
غيرها من الشبكات الأمريكية من أصل إفريقي المقرر إطلاقها في عام 2009 هي التلفزيون الأسود الأخباري التي أسسها عضو الكونغرس السابق جي سي واتس والتلفزيون الأسود الأفضل التي أسسها ميلر بيرسي. وفي يونيو / حزيران 2009 أطلقت إن بي سي نيوز موقعا جديدا يدعى ذا غريو في شراكة مع فريق الإنتاج الذي أنتج الفيلم الوثائقي الأسود الاجتماع بديفيد ويلسون. وهذا هو موقع فيديو أخباري إفريقي أمريكي يركز على قصص ممثلة تمثيلا منقوصا في الإعلام الوطني. موقع غريو يتألف من مجموعة واسعة من مجموعات صور، ومواد أخبارية، وبلوغ يساهم في المواضيع بما في ذلك الأخبار العاجلة، والسياسة، والصحة، والأعمال التجارية والترفيه وتاريخ السود.

### التعليم
في عام 2000 حقق الأمريكيون الأفارقة تقدم كبير في مجال التعليم ولكنهم بقوا متخلفين عن مستوى التعليم الشامل للبيض والآسيويين على الرغم من انهم متقدمين على باقي الاقليات. في مجال الكليات يمثل السود نصف البيض ولكنهم أكثر من الاقليات الاتينية. هنالك نسبة أكبر من الخريجات الإناث بالمقارنة مع الذكور السود.مدارس السود حتى الصف الثاني عشر منتشرة في الولايات المتحدة كما أنه هنالك عودة إلى العزل بين السود والبيض في هذا المجال.
في عام 1947 ثلث السود فوق 65 عام كانوا أميين. في عام 1969 تم تقريبا القضاء على الامية بين صغار السود.
ظهرت استطلاعات تعداد الولايات المتحدة أنه بحلول عام 1998 89٪ من الأميركيين الأفارقة الذين تتراوح أعمارهم بين 25-29 أكملوا المدرسة الثانوية أقل من البيض والآسيويين، ولكن أكثر من ذوى الأصول الأسبانية. في الاختبارات الموحدة والدرجات الأميركيين الأفارقة تخلفوا تاريخيا وراء البيض، ولكن بعض الدراسات تشير إلى أنه تم ردم الفجوة بينهم. وقد اقترح العديد من صانعي السياسات أن هذه الفجوة سيتم القضاء عليها من خلال سياسات مثل العمل الإيجابي وإلغاء الفصل العنصري والتعددية الثقافية.
في شيكاغو مارفا كولينز إفريقي أمريكية انشأ مدرسة خاصة لتعليم ذوي الدخل المنخفض من الأطفال الأميركيين من أصول إفريقية الذين كانت المدارس العامة صنفتهم بأنهم «معوقين تعليميا». هنالك مقالة عن مارفا كولينز ذكرت التالي
العمل مع الطلاب ذوي الخلفيات السيئة وأولئك الذين يعملون أقل بكثير من مستوى الصف، وحتى أولئك الذين كانوا قد وصفوا بأنهم غير قابل للتعليم، كان لمارفا القدرة على التغلب على العقبات. هنالك أخبار جيدة من طلاب الصف الثالث وحتى الصف التاسع في مجال القراءة، وأربع سنوات من العمر تعلموا القراءة في بضعة أشهر فقط، واختفاء المشاكل السلوكية، تمكن طلاب الصف الثاني من دراسة شكسبير، وهنالك تقارير أخرى لا يصدقها الجمهور عن تقدم الطلاب.
خلال السنة الدراسية 2006-2007 تكلف الطالب في مدرسة كولينز 5500 دولار ولكن الآباء قالوا إن مستوى التعليم كان أفضل بكثير من مدارس شيكاغو، بينما في السنة الدراسية 2007-2008 افادت مدارس شيكاغو العامة أن مبلغ 11300 دولار لم تكن كافية للطالب.